# Epistrophe equilata
Epistrophe equilata är en tvåvingeart som beskrevs av Huo, Ren och Zheng 2007. Epistrophe equilata ingår i släktet brynblomflugor, och familjen blomflugor. Inga underarter finns listade i Catalogue of Life.